# Billa

Logo von Billa Plus seit 2021

Ehemaliges Logo von Billa bis 2019

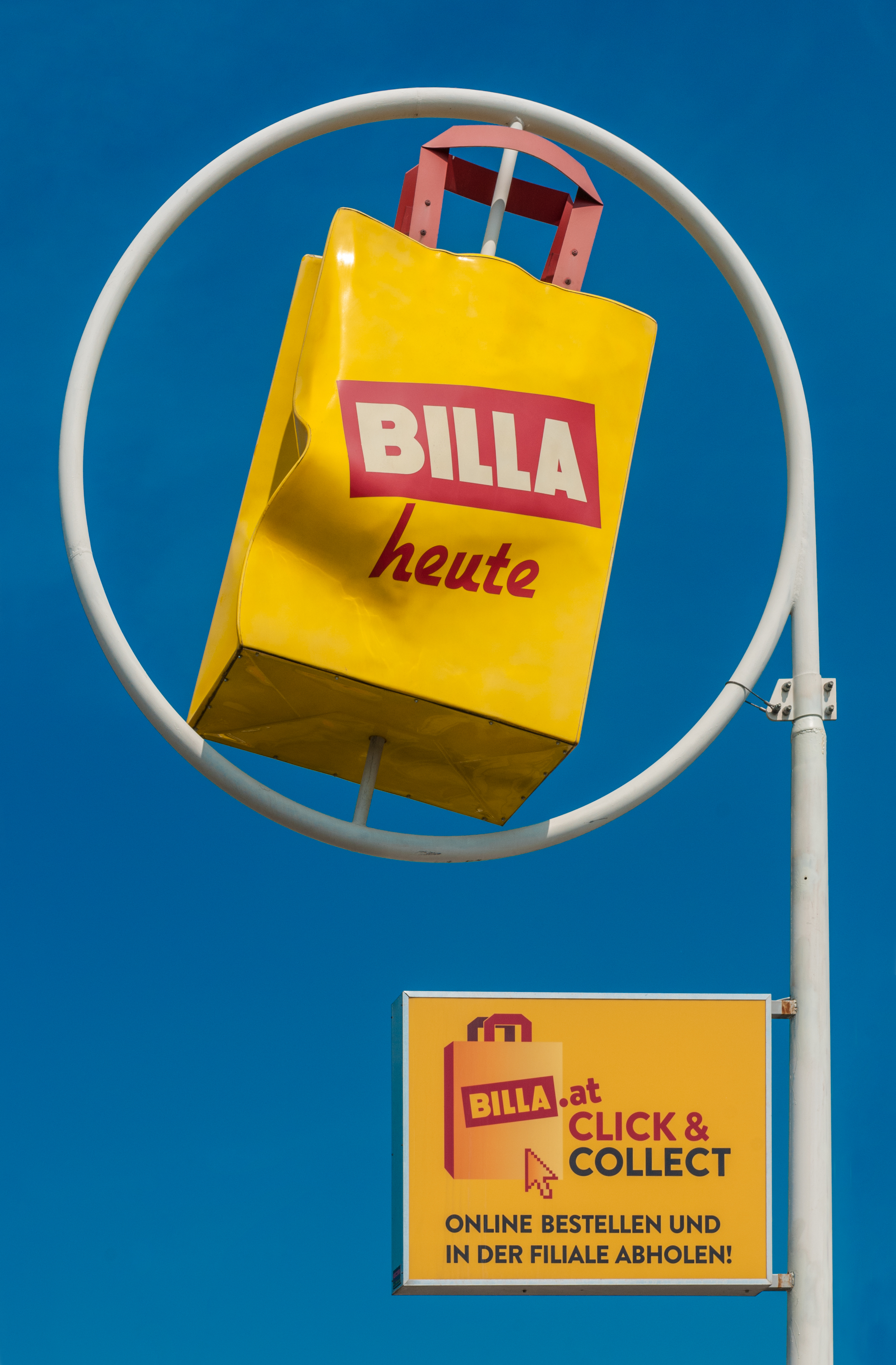
Werbeträger Billa-Sackerl

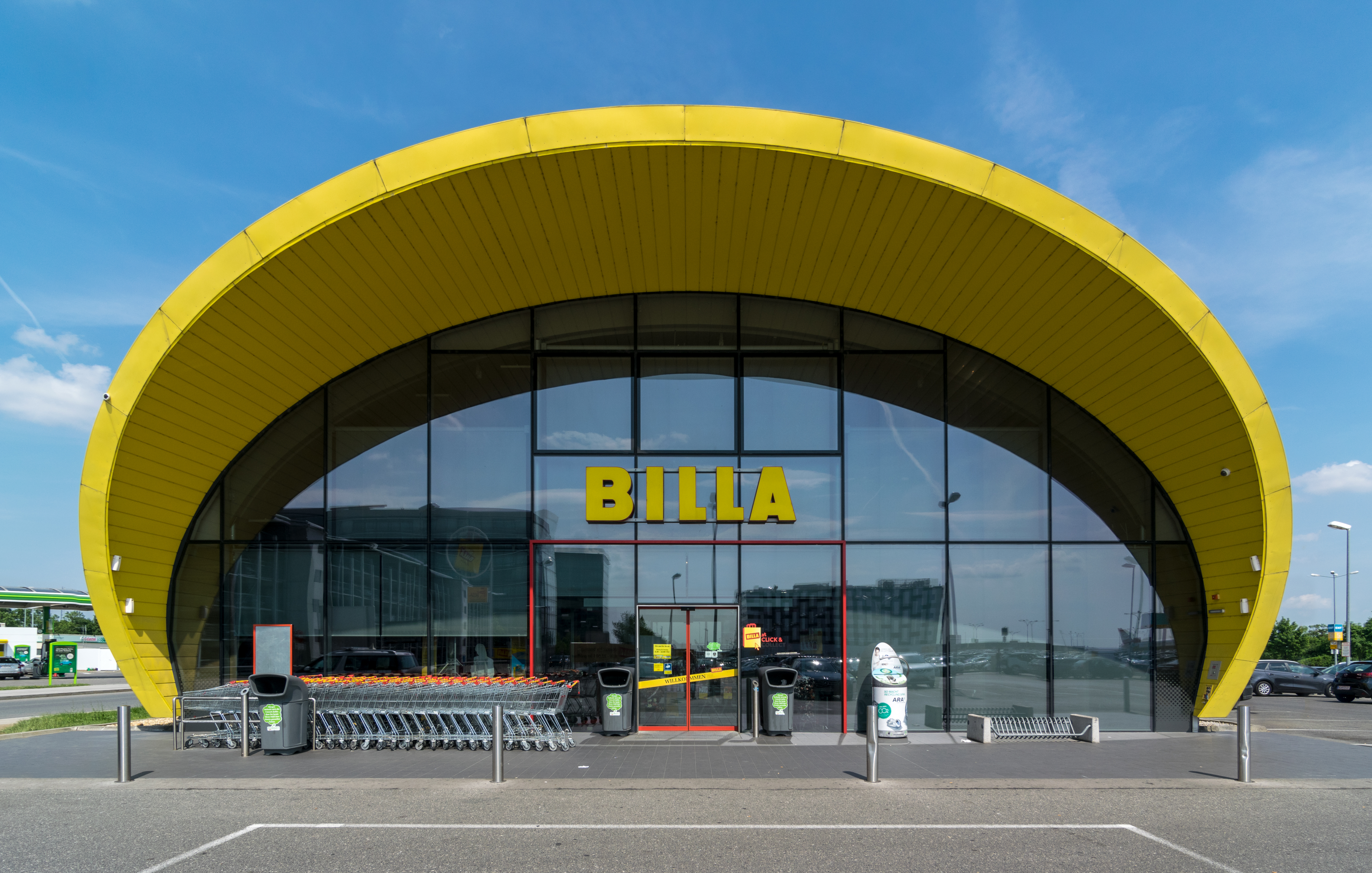
Billa am Flughafen Wien in Schwechat

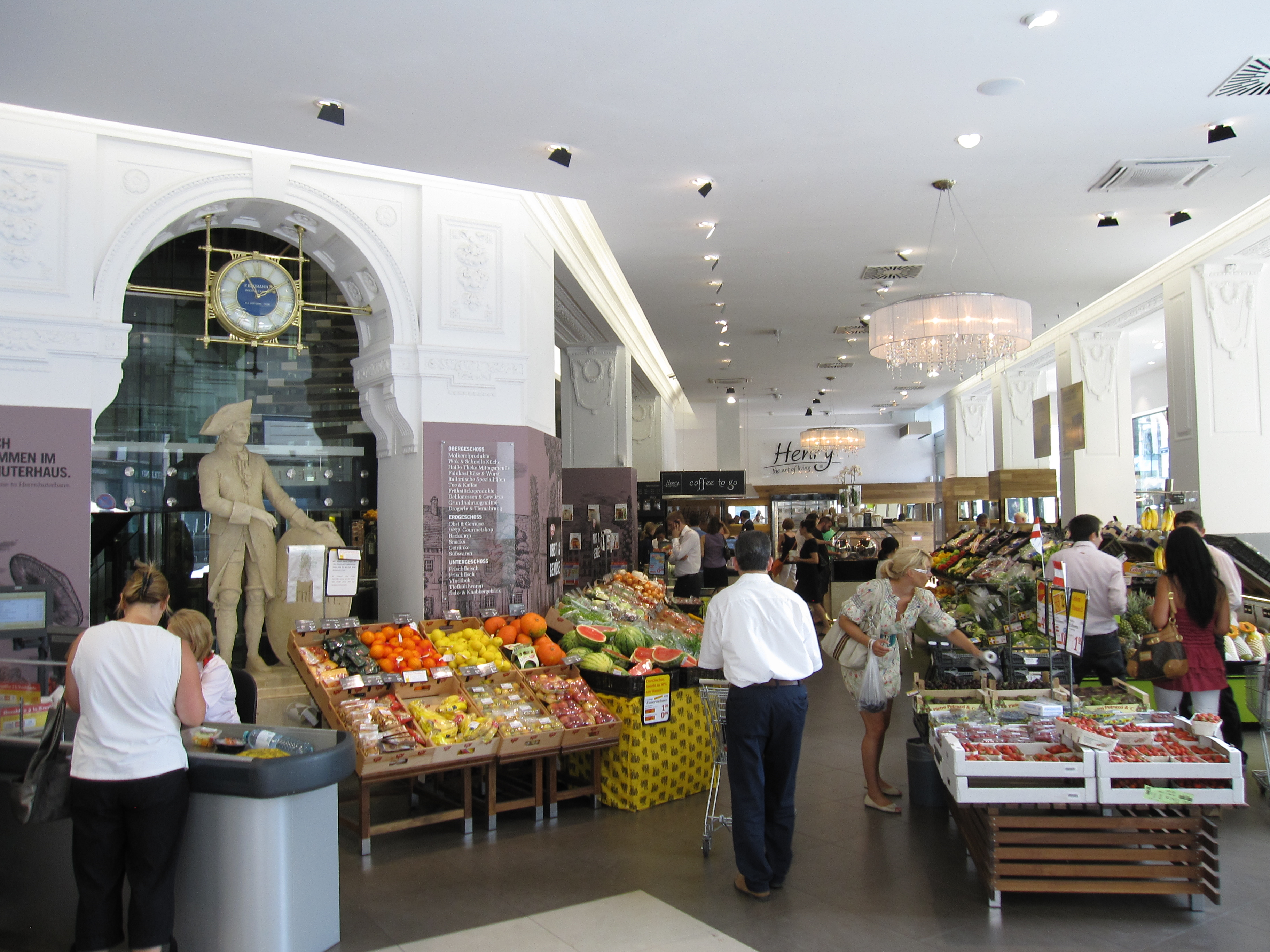
Billa-Corso im Wiener Herrnhuterhaus

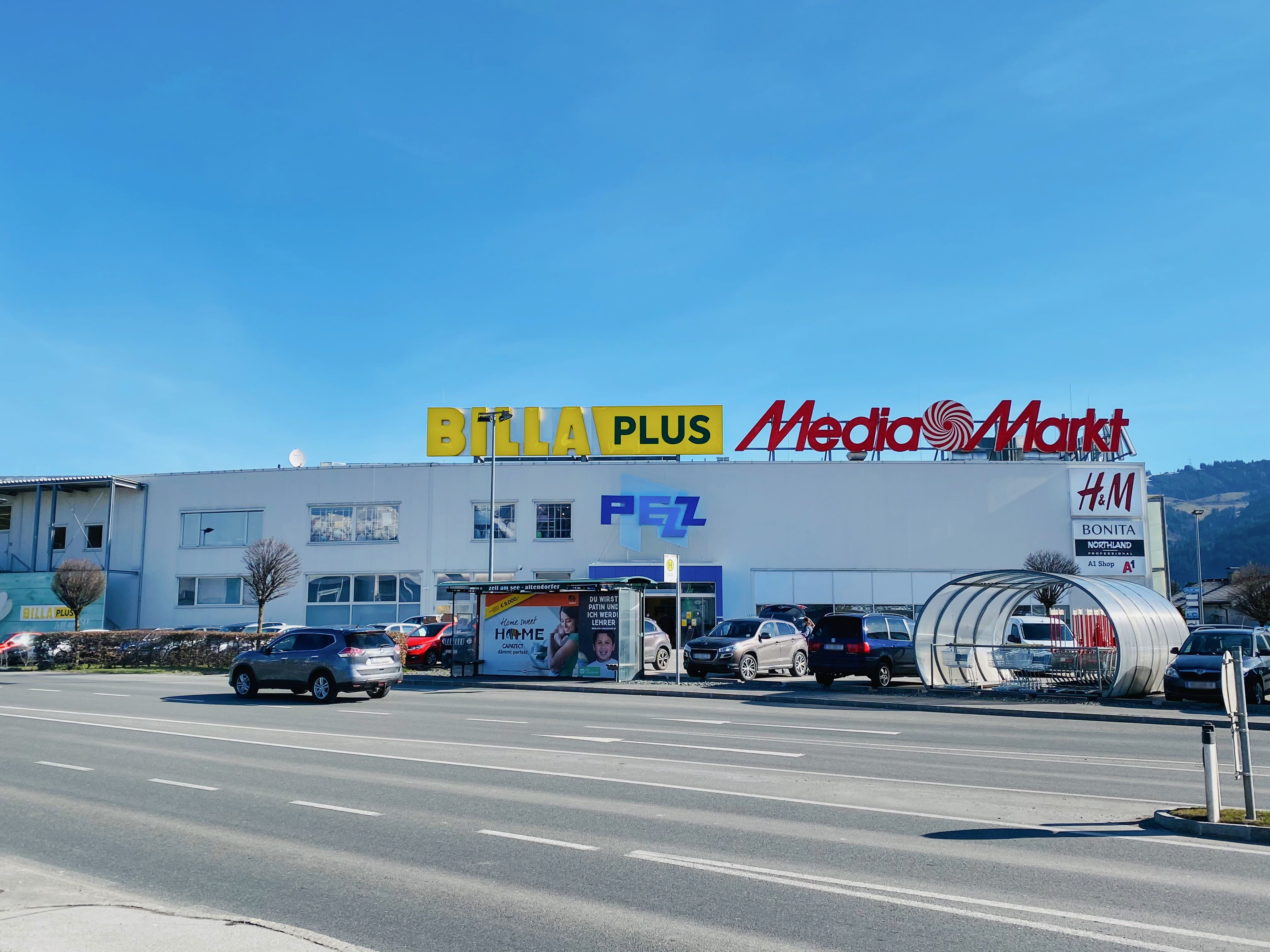
Billa Plus in Zell am See

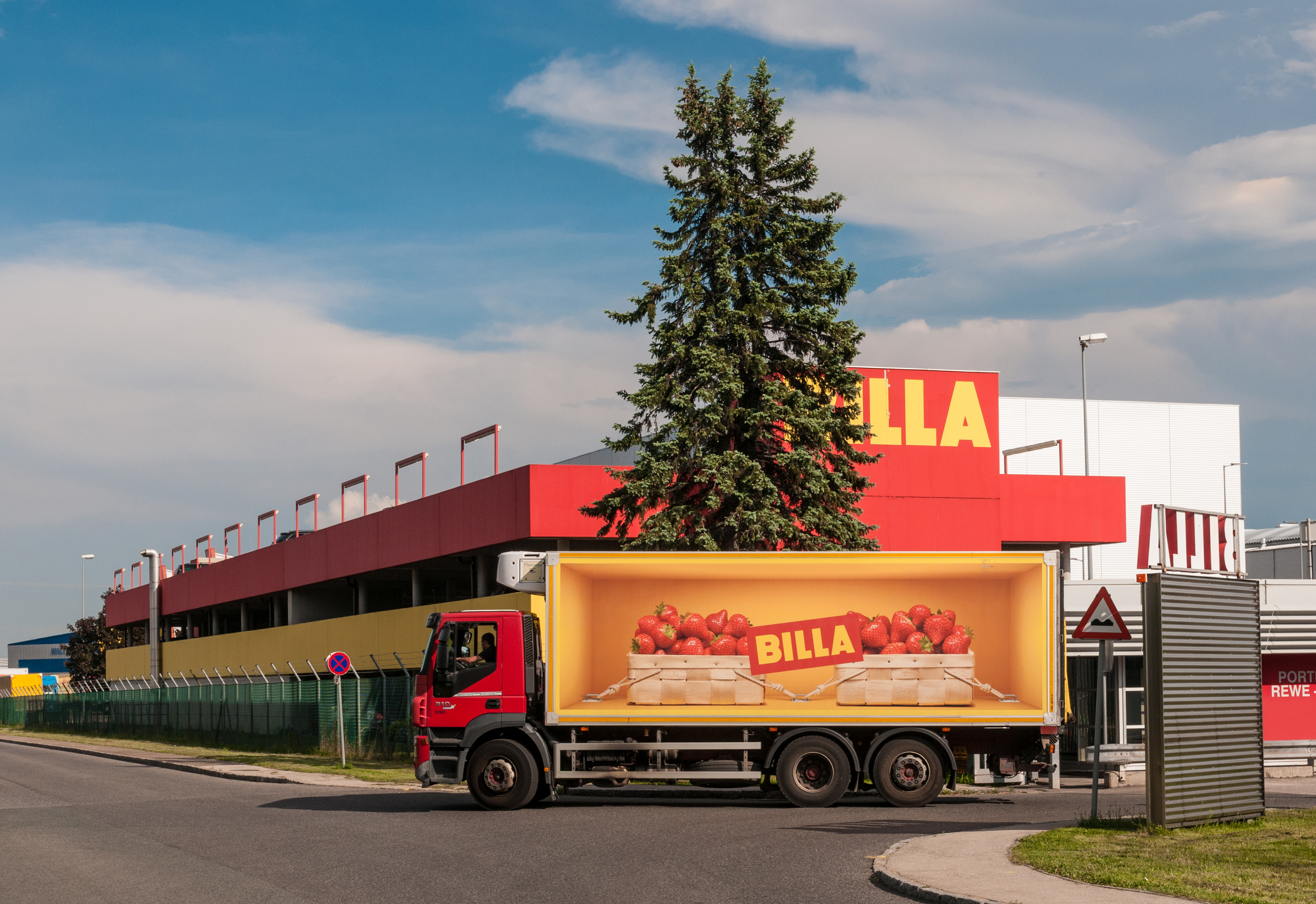
Billa-Lager in Wiener Neudorf

Billa (Eigenschreibweise in Großbuchstaben) ist eine Vertriebslinie der Rewe Group im Bereich des Lebensmitteleinzelhandels in Österreich, Tschechien, der Slowakei und Bulgarien. Die zentrale Gesellschaft Billa AG hat ihren Sitz in Wiener Neudorf. Die zuvor eigenständige Billa gehört seit 1996 zur Rewe Group. 2020 wurde die bis dahin eigenständig agierende Kette Merkur in die Billa AG integriert, im April 2021 wurden die Merkur-Filialen auf Billa Plus umgeflaggt.

## Geschichte
Im Dezember 1953 eröffnete Karl Wlaschek in Wien-Margareten eine Discount-Parfümerie.
Schrittweise kamen weitere Standorte hinzu, 1960 hatte Wlascheks Unternehmen bereits 45 Filialen. Man dehnte das Sortiment auf Lebensmittel aus und führte 1961 Billa (für „billiger Laden“) als Name ein. Das Selbstbedienungskonzept erwies sich als erfolgreich, Billa entwickelte sich zu einem schnell wachsenden Unternehmen. Wlaschek hatte vom Einkauf bis zur Abholung der Einnahmen viele Aufgaben selbst übernommen, ab 1967 baute er dann eine Führungsmannschaft auf. Ein Jahr später wurde die erste Filiale mit über 1.000 Quadratmetern Verkaufsfläche geöffnet. Sie besaß einen Frischedienst für Fleisch, Obst und Gemüse, was eine Innovation in der Branche darstellte.
1969 kam die Handelskette Merkur zum Unternehmen. Die erste Filiale wurde in einer ehemaligen Billa-Filiale errichtet. Mit Merkur konnte Wlaschek sein Geschäft entscheidend diversifizieren und sich dadurch von der Konkurrenz absetzen. Als 1978 die Buchhandelsgesellschaft Libro ihren Betrieb aufnahm, wurde die Firma BML als Holding für Billa, Merkur und Libro gegründet. 
Zwischen dem Anfang der 1970er Jahre und dem Anfang der 1980er Jahre konnte der Umsatz von einer Milliarde auf sieben Milliarden Schilling gesteigert werden.
Später kamen mit Bipa (für „billige Parfümerie“), Mondo und Emma drei weitere Handelsketten hinzu. 1985 hatte der Billa-Konzern erstmals mehr Filialen als Julius Meinl. 1990 stieg das Unternehmen zum Marktführer im Einzelhandel in Österreich auf.
Nach dem Fall des Eisernen Vorhangs expandierte Billa in verschiedene Länder. In das südliche Nachbarland Italien expandierte man 1990.
1991 öffneten die ersten Filialen in Polen und Tschechien (Brünn).
Ebenfalls 1991 wurde mit O’Lacys die erste Handelsmarke eingeführt. Die ersten Filialen in der Slowakei und in Ungarn wurden 1993 eröffnet.
1994 fiel der Startschuss für die Biolinie „Ja! Natürlich“. Im darauffolgenden Jahr kamen 200 Konsum-Filialen zu Billa, wodurch die Handelskette auf 18.000 Mitarbeiter, 1.500 Filialen und einen Umsatz von 45 Milliarden Schilling wuchs.
Nachdem es zunächst Spekulationen über einen Börsengang des gesamten Konzerns gab, verkaufte Eigentümer Karl Wlaschek 1996 Billa an die deutsche Rewe Group.
Lediglich die Tochtergesellschaften Libro und Billareal waren davon ausgenommen.
Mit dem Verkauf von Billa wollte Wlaschek sein Lebenswerk sichern. Die Rewe Group stellt sich dadurch internationaler auf.
Ebenfalls 1996 verzichtete das Unternehmen als erster Einzelhändler Österreichs auf den Verkauf von Geflügelprodukten aus Legebatterien.
In den folgenden Jahren setzte das Unternehmen seine Expansion fort, sowohl in Österreich als auch in Mittel- und Osteuropa. Mit der Gründung von ITS Billa Reisen stieg das Unternehmen 1998 in die Touristik ein. Parallel experimentierte man mit dem Versand von Waren per Post, 1999 startete der erste Onlineshop, außerdem eröffnete in Zagreb die erste Filiale Kroatiens. Im stationären Handel baute Billa den Einsatz von Bankomatkarte-Kassen (bezahlen mit Debitkarte) aus und setzte immer stärker auf nachhaltige und gentechnikfreie Produkte. Billa gehörte Ende der 1990er Jahre neben Spar zu den wichtigsten Handelsketten Österreichs. Die wachsende Marktmacht rief allerdings auch Proteste hervor, beispielsweise im Zuge des Erwerbs des Lebensmittelgeschäfts von Julius Meinl im Jahr 1998. Ein Jahr später eröffnete man erstmals Filialen in Rumänien.
Die erste ukrainische Filiale wurde am 3. Februar 2000 in Kiew eröffnet. Nur ein Jahr später trennte man sich von den Billa-Standorten in Polen. Die 14 Märkte wurden dabei an Auchan verkauft. Auch aus Ungarn zog man sich zurück, Käufer der hier ebenfalls 14 Märkte war die ungarische Spar. Der Verkauf wurde im Herbst 2002 vollzogen. 2004 erfolgte der Markteintritt in Russland, mit der ersten Eröffnung in Moskau. Ende April 2007 gab die Europäische Kommission die Übernahme der tschechischen Supermarktkette Delvita, einer Tochter der Delhaize Group, durch die Rewe statt. Die Märkte wurden auf Billa umgeflaggt. Bereits im Februar 2005 wurden die slowakischen Delvita-Märkte durch Billa übernommen. Analog zur Umflaggung Minimals in Deutschland, verschwand der Name Minimal 2006 auch in Polen. Ein Verkauf der nun als Billa flaggenden Märkte erfolgte im September 2009. Mit dem Käufer E.Leclerc wurde Stillschweigen über die Verkaufssumme aller 25 polnischen Filialen vereinbart.
In den 2000er und 2010er Jahren erweiterte Billa sein Angebot in Richtung Dienstleistungsunternehmen. Beispielsweise kündigte Billa an, auch Strom zu verkaufen und richtete eine Möglichkeit zum Versand von DHL-Paketen ein. Zusätzlich wollte man die Kunden auch bei Bankgeschäften unterstützen. Außerdem wurde die Gestaltung der Filialen umfassend modernisiert und die Technik erneuert, sodass unter anderem ein kostenloses WLAN zur Verfügung steht. Mit der Neuorientierung gewann Billa mehr Kunden und sprach insbesondere Frauen verstärkt an. Das Unternehmen expandierte sowohl in städtischen als auch ländlichen Regionen. Ein weiterer Rückzug erfolgte im Sommer 2014, als man die insgesamt 136 Filialen in Italien an verschiedene Konkurrenten verkaufte. So wurden von Carrefour 53 Filialen übernommen, weitere 45 Filialen gingen an Conad. Ende 2015/Anfang 2016 wurden alle 86 rumänischen Billa-Märkte an Carrefour verkauft. Von März bis September 2017 wurden die Filialen auf Carrefour umgeflaggt. Zwischenzeitlich wurde ein weiteres Auslandsgeschäft veräußert. Die kroatische Spar übernahm zum 15. Dezember 2016 insgesamt 62 Filialen und ein Logistikzentrum und flaggte die Standorte bis August 2017 um.
Gleichzeitig investierte Billa in den Online-Handel: 2017 eröffnete man Österreichs erstes Fulfillment-Center für Lebensmittel. 2020 wurde eine neue Bio-Marke namens „Billa Bio“ eingeführt, welche preislich unter Ja! Natürlich platziert ist und teilweise das Sortiment von Alnatura ersetzen soll. Im September 2020 gab man den Verkauf alle Standorte in der Ukraine bekannt. Die Rewe Group betrieb Ende 2019 insgesamt 35 Märkte, die alle im Großraum Kiew zu finden waren, es wurden 1.325 Mitarbeiter beschäftigt. Käufer war die Supermarktkette Novus, die Ende 2019 landesweit 44 Filialen betrieb und die Billa-Filialen auf die eigene Marke umflaggte. 2020 wurden die Organisationszentralen von Billa und Merkur zusammengeführt, im April 2021 wurde die 25 Jahre von Rewe in Österreich verwendete Marke Merkur eingestellt und durch Billa Plus ersetzt. Im Geschäftsjahr musste sich die Rewe Group erstmals mit dem zweiten Platz in Österreich begnügen, überholt wurde man dabei von Spar.
2021 startet eine Schock-Kampagne mit Plakaten, die Sprüche trugen wie „Mit einer Behinderung wirst du NICHT gebraucht“ oder „Älteres Personal einstellen lohnt sich NICHT mehr“. Die diskriminierenden Slogans führten zu einer Welle an Kritik und Empörung. Die Autorin Marlies Hübner sagte dazu: „In einer Zeit, in der die Grenzen des Sag- und Denkbaren immer weiter verschoben werden, ist eine über menschenverachtende Teaser funktionierende Werbekampagne, die nicht umgehend aufgelöst wird, keine gute Idee“. Auch Wolfgang Mückstein meldete sich zu Wort: „Es ist nicht im Sinne einer inklusiven, diversen Gesellschaft, auf diese Art und Weise Aufmerksamkeit zu erreichen. Wir brauchen noch viel mehr Sensibilisierung in Österreich, damit so etwas nicht passiert.“ Es folgte eine Rüge des Werberates, der den Ethik-Kodex verletzt sieht. Im Mai desselben Jahres erfolgte der Verkauf des russischen Geschäfts an das Handelsunternehmen Lenta, für 215 Millionen Euro. Zu diesem Zeitpunkt beschäftigte man 5.400 Mitarbeiter und betrieb 161 Filialen.
Am 8. September 2022 wurde in Wien in der Mariahilferstraße mit „Billa Pflanzilla“ eine Filiale ohne Tierprodukte eröffnet. 2023 gab man den Rückzug Billas aus Vorarlberg bekannt. Alle drei Billa-Plus-Märkte werden dabei an Sutterlüty abgegeben und ab November 2023 umgeflaggt. Mindestens vier Billa-Märkte sollen ab 2024 unter der Flagge von Adeg laufen.

## Struktur
Billa ist eine Vertriebslinie der Rewe Group. Als Dachgesellschaft fungiert die Billa AG, eine nicht-börsennotierte Aktiengesellschaft nach österreichischem Recht. Sie gehört zu 100 % der Rewe International AG. Billa wird durch die beiden Vorstandsdirektoren Robert Nagele (Sprecher) und Elke Wilgmann geleitet. Im Geschäftsjahr 2019 hatte das Unternehmen Tochtergesellschaften in Bulgarien, Deutschland, Kroatien, Österreich, Russland, der Slowakei, Tschechien und der Ukraine. Sie zählen zum Konsolidierungskreis des Konzerns und sind direkte oder indirekte Beteiligungen der Billa AG oder der Rewe International AG.

## Filialen
Bei Billa Classic handelt es sich um einen klassischen Nahversorger mit durchschnittlich 8000 Produkten, der die meisten Filialen des Unternehmens stellt. Im Vergleich dazu verfügt der Flagshipstore Billa Corso über ein deutlich größeres Sortiment, insbesondere im Bereich der Feinkost. Nach dem Stammhaus in den Wiener Ringstraßen-Galerien eröffnete 2010 ein zweiter Billa Corso im Herrnhuterhaus am Neuen Markt. Mit Linz, Salzburg, Graz, Wien Hoher Markt, Wien Opernring, Wien Schottengasse und Flughafen Wien kamen mittlerweile sieben weitere Standorte hinzu. Seit 2013 wird Billa Corso auch als Eigenmarke für Spezialitäten verwendet.
Um auch an Standorten mit weniger Verkaufsfläche vertreten zu sein, vereinbarte das Unternehmen 2008 eine Partnerschaft mit der Tankstellenkette Jet. In ausgewählten Tankstellen ist seitdem Billa Stop & Shop zu finden. Billa führt Partnerschaften mit den Tankstellenketten OMV, Shell, BP und Jet. Die Shops werden mit den Namen Viva Billa, Billa Unterwegs, Billa Now und Billa Stop & Shop betrieben. Zusätzlich experimentierte man ab 2009 mit kleinen Geschäften im Zentrum Wiens. Bei Billa Box wurden vor allem Fertiggerichte, Getränke und Snacks angeboten. 2013 hatte Billa Box fünf Standorte, das Konzept erwies sich jedoch letztendlich als nicht erfolgreich. Das Konzept der Billa Box wurde 2021 unter dem Namen „Billa Regional Box“ wiederbelebt, diesmal in ländlichen Gebieten ohne Nahversorger und mit regionalen Produkten im Sortiment, was bei Bauernhöfen mit Direktvermarktung für Kritik sorgte.
Der 1999 gestartete Billa-Online-Shop entwickelte sich zu einem wichtigen Vertriebskanal für das Unternehmen. Das Sortiment umfasst Produkte aus allen Kategorien, einschließlich Obst und Gemüse sowie Fleisch und Wurst. Das Unternehmen liefert seit 2014 auch Tiefkühlkost aus. 2015 dehnte Billa das Liefergebiet als erster Vollsortimenter auf ganz Österreich aus. Der Mindestbestellwert liegt derzeit bei 39 €. Alternativ können Kunden einen online bestellten Warenkorb in ausgewählten Billa-Filialen abholen. Mobile-Payment wird in Zusammenarbeit mit Blue Code angeboten.
| Land       | Filialen | Aktiv seit |
| ---------- | -------- | ---------- |
| Österreich | 1105     | 1953       |
| Tschechien | 0238     | 1991       |
| Slowakei   | 0143     | 1993       |
| Bulgarien  | 0121     | 2000       |

### Länder mit ehemaligen Standorten
| Land     | Aktiv ab | Verkauf an              | Jahr des Verkaufes |
| -------- | -------- | ----------------------- | ------------------ |
| Italien  | 1990     | Carrefour/Conad/weitere | 2014               |
| Kroatien | 1999     | Spar                    | 2016               |
| Polen    | 1991     | Auchan                  | 2001               |
| Polen    | 1991     | E.Leclerc               | 2009               |
| Rumänien | 1999     | Carrefour               | 2015/2016          |
| Russland | 2004     | Lenta                   | 2021               |
| Ukraine  | 2000     | Novus                   | 2020               |
| Ungarn   | 1993     | Spar                    | 2002               |

## Eigenmarken in Österreich
- Das Diskontpreissegment wird bei Billa durch die Eigenmarke clever bedient, die 1999 eingeführt wurde. Die Marke wurde von 40 auf 550 Artikel aus dem Bereich Lebens- und Nahrungsmittel, Nonfood ausgebaut. Clever ist auch noch bei Adeg, Sutterlüty und Bipa erhältlich.
- Die Marke Billa bedient das Mittelpreissegment und steht vor allem in direkter Konkurrenz zu vergleichbaren Markenartikeln. Die Produkte heben sich von Clever-Produkten durch höhere Preise und oftmals einen Mehrwert ab (beispielsweise ist die länger frisch-Milch mit 3,6 % Fettanteil von Billa mit dem AMA-Heumilch-Siegel ausgezeichnet, während die länger frisch-Milch mit 3,6 % Fettanteil von clever nur das AMA-Gütesiegel besitzt). Seit 2022 wird zudem die ehemalige Marke Merkur immer gut, die durch die Zusammenführung von Merkur und Billa abgesetzt wurde, neu ausgerichtet und als Billa immer gut angeboten.
- Die Marke Billa Bio wurde 2021 eingeführt und ergänzt Ja! Natürlich mit günstigeren Bio-Produkten, welche nach den EU-Bio-Standards hergestellt werden. Das Sortiment besteht zum Großteil aus Produkten des Trockensortiments, wie Snacks, Nudeln oder Konserven-Produkten, sowie einigen frischen Produkten, wie Wurst, Obst- und Gemüse sowie Conviniencen-Produkten.[99] Der Ursprung der Produkte ist nur zu einem kleineren Teil Österreich, der überwiegende Teil des Sortiments ist importiert.
- Mit Ja! Natürlich wurde im Jahr 1994 eine eigene Bio-Marke eingeführt. Bis 2021 sind in diesem Bio-Sortiment rund 1100 verschiedene Produkte vertreten. Neben einem hohen Österreich-Anteil sind seit 2018 alle Produkte palmölfrei.[100] Die Standards in der Tierhaltung liegen über den gesetzlichen Regeln für biologische Landwirtschaft.[101]
- Weitere Eigenmarken, die jeweils nur eine Produktgruppe abdecken und noch in anderen Vertriebsschienen von Rewe Österreich vertrieben wurden:
  - Hofstädter: Hühner-, Puten-, Schweine- und Rindfleisch aus konventioneller Haltung aus Österreich mit AMA-Gütesiegel sowie Wurstwaren und Fleischprodukte, welche in Österreich hergestellt werden
  - Full Speed: Eigenmarke für Energydrinks, höher positioniert als die Clever-Energydrinks
  - Maximal G: Weitere Energydrink-Eigenmarke, welche ursprünglich aus Deutschland stammt
  - Landgraf: Schankbier, Märzen und Radler in Dosen; preislich an Diskontern orientiert
  - Wegenstein: Eigenmarke für Weine, welche größtenteils aus Österreich stammen
  - Da komm’ ich her!: Eier, Obst und Gemüse aus Österreich
  - Fertiggerichte und kochfertige Zutaten unter den Marken Chef Menü (traditionelle Gerichte, wie Gulasch mit Spätzle) und Simply Good (gesunde Fertiggerichte, vorgeschnittenes Gemüse und frische Teigwaren)
  - Babywell: Produkte für Babys und Kleinkinder, wie Windeln
  - Vegavita: Vegane Ersatzprodukte, welche oftmals Bio-Qualität haben
  - Tonis Freilandeier: konventionelle Freilandeier; erhöhte Tierschutzstandards für die Legehennen und keine Tötung von männlichen Küken direkt nach der Geburt[102]
  - Today: Eigenmarke für Kosmetikprodukte, ersetzte 2018 die Marke MY und die Kosmetiksparte von clever; stammt ursprünglich vom Diskonter Penny
  - ZooRoyal (und dessen Untermarken): Eigenmarke für Haustiernahrung und Haustierbedarf; ersetzte Anfang 2020 die Tiernahrungs- und Tierbedarfssparte von Merkur Immer Gut und der Billa Eigenmarke; die Produkte sind höherwertig als die Tiernahrung von clever positioniert und zeichnen sich im Vergleich zu diesen durch höhere Preise und oftmals einen Mehrwert (höherwertige Inhaltsstoffe, erhöhter Fleischanteil) aus.
- Bei Billa Plus sind zudem die von Bipa stammenden Marken Bi good (Naturkosmetik und umweltfreundliche Haushaltsprodukte) sowie Bi life (Nahrungsergänzungsmittel und Medizinprodukte) erhältlich.

## Kritik
Mit einer Teaser-Kampagne erregte das Unternehmen 2021 Aufmerksamkeit. Auf den Sujets der Werbekampagne, dessen Urheber zuerst nicht erkenntlich war, stand der Satz „Mit einer Behinderung wirst du NICHT gebraucht.“ Erst später wurde aufgelöst, dass Billa dafür verantwortlich ist. Der damalige Gesundheits- und Sozialminister Wolfgang Mückstein kommentierte: „Es ist nicht im Sinne einer inklusiven, diversen Gesellschaft auf diese Art und Weise Aufmerksamkeit zu erregen. Wir brauchen noch viel mehr Sensibilisierungsarbeit in Österreich, damit so etwas nicht passiert. In diesem Sinne rufe ich die Urheber dieser Kampagne auf, besagte Sujets zeitnah zu entfernen“. Martin Ladstätter von BIZEPS sprach von einer „kalkulierten widerlichen Provokation“. Nach zahlreichen Beschwerden befasste sich auch der Österreichische Werberat mit der Angelegenheit. „Die Mehrheits-Stopp-Entscheidung des Werberatsgremiums wurde aufgrund der Diskriminierung, welche durch die Teaser-Aussagen (bewusst) erzeugt wird und der Möglichkeit eine Retraumatisierung bei den Betroffenen auszulösen, getroffen. Ebenfalls ist durch jene provozierenden Aussagen ein potenzielles Nachwirken, beispielsweise durch eine langfristige Erinnerung und bewusste Verarbeitung, möglich. Damit besteht bei Teaser-Sujets vor allem das Risiko, dass die folgenden Zweitsujets zur Auflösung bei manchen Rezipienten nicht mehr wahrgenommen werden“, heißt es in der Entscheidung des Werberates.
Im Dezember 2023 verurteilte das Kartellgericht die Rewe International AG in Österreich wegen eines vom BILLA-Plus-Vorgänger „Merkur Markt“ begangenen Verstoßes gegen das Kartellrecht im Welas Park Einkaufszentrum in Wels zu einem Bußgeld in Höhe von 1,5 Millionen Euro. Der OGH als Kartellobergericht erhöhte im Februar 2025 diese Strafe auf 70 Millionen Euro. Der OGH betonte, dass man bereits mehrfach klargestellt habe, dass „auch in Österreich zur wirksamen Bekämpfung von Kartellverstößen Geldbußen in einer Größenordnung zu verhängen sind, wie sie auf Unionsebene und in zahlreichen Mitgliedsstaaten bereits seit langem üblich sind“. Von Rewe wurde diese Strafhöhe als „massiv unverhältnismäßig“ kritisiert.